# 斯洛特拉
斯洛特拉（Snotra），在北歐神話中她的名字的意思是「聰明」、「智慧」，她是知識的女神，也有人說是德行的女神。
斯洛特拉的名字，只有在《新埃達》上提到。除此之外，並沒有其他有關斯洛特拉的資訊。因此有人認為這個女神是《新埃達》的作者史洛里創造出來的。也有人說，她也許也是女神弗麗嘉的另一個化名。